# Jean Étienne de Martinecourt
Jean Étienne de Martinecourt est un homme politique français né le 23 février 1755 à Selongey (Bourgogne) et mort le 20 juin 1831.

## Biographie
Il est le fils de Nicolas Demartinécourt, notaire royal à Selongey et Claudine Agnès Charpy, qui était la fille du subdélégué de l'intendant de Bourgogne à Is-sur-Tille. Par sa mère, il est cousin de Nicolas Frochot. Il est aussi l'oncle maternel de l'abbé Joseph-Mathias Noirot.
Il est élevé par son oncle, Claude Eleonor Demartincourt, curé de Boussenois. Puis il travaille cinq ans chez un procureur au Parlement avant de devenir notaire à Selongey.
Il devient membre du Directoire du district de Selongey.
Il est élu député de la Côte-d'Or en 1791 à l'Assemblée législative.
Recherché sous la Terreur, il devient commissaire du pouvoir exécutif à Selongey en l'an III. Il est maire de Selongey de 1800 à 1830.
Il épouse Françoise Michel. Leur fils Didier-Laurent, né le 1er mars 1800, reprend l'office notarial paternel.

## Sources
- R. Jeanneret, « Mémorial de famille de Jean-Etienne Demartinecourt, 1829 », Selongey et son histoire, Selongey, 1964.